# Liget
Liget ist eine ungarische Gemeinde im Kreis Komló im Komitat Baranya.

## Geografische Lage
Liget liegt an dem kleinen Fluss Ligeti-árok, ungefähr zehn Kilometer nordwestlich der Stadt Komló.

## Geschichte
Der Ort wurde bereits 1310 schriftlich erwähnt.

## Sehenswürdigkeiten
- Römisch-katholische Kirche Szentháromság, erbaut 1841

## Verkehr
Liget ist nur über die Nebenstraße Nr. 65182 zu erreichen. Der nächstgelegene Bahnhof befindet sich drei Kilometer südlich in Magyarszék.